# Rättviks finnmark
Rättviks finnmark, invid sjön Amungen vid Dalarnas landskapsgräns mot Hälsingland. De första torpen i finnbosättningen i Bingsjö upptogs vid slutet av 1620-talet på Rättviksskogarna och där bildade en begränsad och rätt isolerad finnbygd. Svedjefinnarna hade kommit från finnbygderna i Gästrikland och Hälsingland på andra sidan landskapsgränsen. År 1726 fanns i Bingsjö 7 gårdar och 1817 hade byn 20 gårdar och 120 personer. År 1880 räknades 42 gårdar och 256 människor. Svedjebruket i Bingsjö dog ut först på 1880-talet, även om en enstaka svedja nog togs upp även efter det.
I början av 1900-talet fanns på Finnmarken 700 invånare och i slutet av 1900-talet omkring 200 invånare. År 1792 uppfördes Bingsjö kyrka, dit prästen i Rättviks församling kom några gånger per år för predikan, husförhör, dop, vigslar och begravningar.
Carl Axel Gottlund besökte dessa trakter i början av 1800-talet. Gottlunds resedagbok, skriven år 1817, ger en fyllig bild av Bingsjöfinnarna. En tid då man – två gubbar och tre gummor - fortfarande pratade finska i Finnmarken, om i en liten skala. En 81-årig kvinna i Mansgården sjöng till och med runosånger.
(Se Carl Axel Gottlund, Dagbok öfver dess Resor på Finnskogarne år 1817, Falun 1984, s 117-152.)